# Cephalosphaera magnispinosus
Cephalosphaera magnispinosus är en tvåvingeart som först beskrevs av Hardy 1950.  Cephalosphaera magnispinosus ingår i släktet Cephalosphaera och familjen ögonflugor.
Artens utbredningsområde är Kongo. Inga underarter finns listade i Catalogue of Life.